# Joaquín Ernesto II de Schleswig-Holstein-Sonderburg-Plön
Joaquín Ernesto II de Schleswig-Holstein-Sonderburg-Plön
(5 de octubre de 1637 - 5 de octubre de 1700) fue un noble danés, duque de Schleswig-Holstein-Sonderburg-Plön-Rethwisch, capitán general de la caballería de Flandes, Caballero del Toisón de Oro.
Era hijo de Joaquín Ernesto de Schleswig-Holstein-Sonderburg-Plön (Sonderburg 1595-Plön 1671), I Duque de Schleswig-Holstein-Sonderburg-Plön, casado en 1633 con Dorotea Augusta de Holstein-Gottorp (1602-1682); tuvo ocho hermanos.

## Biografía
Participó en la batalla de Seneffe, que enfrentó el día 1 de agosto de 1674 al ejército de Francia, que mandaba el Príncipe de Borbón-Condé y resultó vencedor, con el ejército hispano-austro-holandés que mandaba Guillermo III de Orange.

… fue también muy numerosa y considerable la perdida que hizo el Ejercito Confederado. Muriò el Marques de Assentar celebrado de todos con aquel digno sntimiento que mereciò tan grande Heroe, teniendo las apreciables calidades de prudente y esforzado, muriò también el Conde de Merodes: quedaron heridos los Príncipes Carlos de Lorena, el de Vaudemont, el Principe Pio, el Regimiento de Holstein casi todo derrotado, el Príncipe de Salmes preso, el Coronel de Pre preso, muchos Oficiales Olandeses muertos, heridos o presos, los Franceses perdieron al Duque de Nermustier, al Principe Jonvila, al Duque de Chevreuse, al Marques de Janlis, otros Señores de cuenta, de soldados del Exercito Confederado, murieron muchos, y entre presos, muertos y heridos se dize que llegaron hasta 3500, pero fue mucho mayor el numero de los del Exercito Francés. Asi se termino la famosa Batalla de Senef..
El duque de Holstein-Plön-Rethwisch fue capturado y enviado a Nevers, donde ayudado por su pariente la duquesa de Orleans, solicitó a España y obtuvo el ser canjeado, adjurando de su luteranismo, y convirtiéndose a la fe católica en la capilla Real ante el Rey Carlos II, que le nombra General de la Infantería Extranjera en Flandes.
Estando aún en Madrid, tiene noticia de la muerte, en la misma batalla de Seneffe, de Maximilien de Merode-Westerlo al que había conocido cuando pasó por sus tierras con su regimiento, también había conocido a su esposa Isabel de Merode, y pensó que la viuda le convenía. Hombre muy honesto, justo y valiente, regresó a Flandes y arregló rápidamente su matrimonio con la bella viuda.
En 1677 contrajo matrimonio c con la viuda Isabelle Francois Marguerite de Merode-Westerloo, que en aquel momento tenía un niño de tres años, Jean que ya era conde de Merode-Westerloo, y que llegaría a ser Mariscal de los Ejércitos del Emperador del Sacro Imperio.
Es nombrado Teniente General de la Caballería de Flandes (uno de los dos que por aquellos años coexistían), en sustitución del I Marqués de Pico de Velasco, coincidiendo en todo su mandato con el Gobernador General de Flandes, don Alejandro de Odoardo Farnesio Príncipe de Parma, biznieto del famoso Farnesio.
Entre los años 1681 y 1682 realiza con su esposa y su hijastro de 8 años Jean, conde de Merode-Westerlo, un viaje a las tierras de Plön, donde todavía vivía su madre, la duquesa Dorotea Augusta, que tenía unos 80 años de edad, y que falleció poco después.
Una vez de regreso, estando en sus propiedades de Petersheim (Limburgo), en el mes de mayo de 1682 le es concedido el collar del Toisón de Oro, que le es entregado en la ciudad de Ruremonde (Limburgo) por el Príncipe de Nassau-Siegen; unos meses después, en octubre, es designado Almirante de la Armada de Flandes, siendo Gobernador General de Flandes, Otón Enrique del Carretto.
El rey Carlos II le concede el Toisón de Oro.
En marzo del año 1686, en unión de su esposa y de su hijastro Jean, de 12 años de edad, realizan un viaje a Madrid, siendo recibidos y agasajados, en todas las etapas de ese viaje, por las más altas autoridades, que en todo caso eran familiares o amigos. Estando en Madrid, a la espera de ser recibidos en audiencia por Carlos II, se produce un ataque a la plaza de Orán y el duque de Holstein y el niño viajan hasta allí con los voluntarios que acudieron al rescate de la plaza. A su regreso a Madrid, el rey les esperaba otorgando al duque la Grandeza de España.

## Matrimonio e hijos
Isabelle había contraído un primer matrimonio, por conveniencia de la Casa de Merode, con el único hermano de su padre, su tío Maximilien de Merode (Petersheim 1627-Spa 1675), barón de Stein, y tuvieron al menos un hijo: 
- Jean Philippe Eugene (Bruselas 1674-Merode 1732), Conde de Merode-Westerloo, Mariscal de Campo de los ejércitos del Emperador del Sacro Imperio Germánico, Grande de España.

Joaquín e Isabel, a su vez, tuvieron otros dos hijos, uno de ellos el heredero del Ducado:
- Johann Adolf Ernst Ferdinand (Bruselas 1684-Hamburgo 1729), II Duque de Schleswig-Holstein-Sonderburg-Plön-Rethwisch . Casado con Marie Celestine de Merode (*París 1679), divorciados en 1713.

- Datos: Q75243887